# Yanwan
Yanwan (kinesiska: 岩湾) är en socken i sydvästra Kina. Den ligger i Fengjie härad i storstadsområdet Chongqing, omkring 340 kilometer nordost om det centrala stadsdistriktet Yuzhong. Antalet invånare är 8 682. Befolkningen består av 4 112 kvinnor och 4 570 män. Barn under 15 år utgör 21,0 %, vuxna 15-64 år 67 %, och äldre över 65 år 10,0 %.